# Ванг Пао
Ванг Пао (лаос. ວັງປາວ ; 8 декабря 1929, Сиангкхуанг — 6 января 2011, Кловис, Калифорния) — лаосский военный и политик, генерал королевских войск, командир «Секретной армии» — антикоммунистического ополчения хмонгов. Активный участник Индокитайской, Вьетнамской и лаосской гражданской войн. Эмигрировал после поражения в войне и установления в Лаосе коммунистического режима. Был лидером хмонгской общины США и повстанческого движения Neo Hom. Обвинялся в подготовке переворота в Лаосе. Подозревался в причастности к военным преступлениям и наркобизнесу.

## Генерал-антикоммунист

### Генерал королевской армии
Родился в хмонгской семье деревенского старосты. Занимался крестьянским трудом, окончил начальную школу. При японском вторжении в Индокитай 1941 служил в профранцузских формированиях хмонгов, участвовал в боевых действиях (объективно на стороне Антигитлеровской коалиции). После Второй мировой участвовал в колониальной войне Франции во Вьетнаме, получил офицерское звание.
После ухода французов из Индокитая Ванг Пао продолжал военную службу. Он стал первым хмонгом, получившим генеральское звание в королевской армии Лаоса.

### Командир антикоммунистического ополчения
С 1960 Ванг Пао возглавил систему антикоммунистической вооружённой борьбы против движения Патет Лао, поддерживаемого ДРВ и Вьетконгом. Он сформировал и возглавил «Секретную армию», действовавшую в тесном сотрудничестве с ЦРУ США. Гражданская война в Лаосе продолжалась около пятнадцати лет. Авторитет Ванг Пао среди хмонгов превратил эту народность в ударную силу лаосского антикоммунизма. Директор ЦРУ Уильям Колби характеризовал Ванг Пао как «героя Вьетнамской войны».
Численность «Секретной армии» достигала 35—40 тысяч. При этом до трети бойцов были детьми и подростками. Этот факт впоследствии предъявлялся Ванг Пао как обвинение, наряду с причастностью к наркоторговле и к убийствам мирных жителей, включая своего бывшего сподвижника и создателя письменности языков хмонг (пахау) Шон-лы Я.

### Командующий военным округом
На последнем этапе войны Ванг Пао командовал II военным округом королевской армии (располагался в провинциях Сиангкхуанг и Хуапхан). В апреле 1975 года он пытался убедить премьер-министра Суванну Фуму и самого короля Саванга Ватхану в необходимости решительных контрударов, однако не встретил понимания и готовности.
14 мая 1975 вся территория округа оказалась под контролем коммунистических войск Патет Лао. Ванг Пао бежал в Таиланд, оттуда в США.

## Политик-эмигрант

### Лидер хмонгской общины
В 1975 коммунисты Патет Лао при вьетнамской поддержке пришли к власти в Лаосе. Ванг Пао, как и десятки тысяч хмонгов, вынужден был эмигрировать. Компартия НРПЛ во главе с Кейсоном Фомвиханом установила режим реального социализма. В сентябре 1975 года Ванг Пао был заочно приговорён в ЛНДР к смертной казни.
Партизанскую войну в джунглях продолжило хмонгское движение Чао Фа. Непосредственное руководство вооружённой борьбой осуществляли другие деятели — в частности, Па Као Хэ. Однако именно Ванг Пао воспринимался как лидер лаосской оппозиции.
В эмиграции Ванг Пао обосновался в США. Жил в Монтане, затем в калифорнийском округе Фресно (неформальный центр американских хмонгов). Сохранил высокий авторитет среди хмонгов, являлся лидером хмонгской общины США.
Ванг Пао принимал ведущее участие в создании антикоммунистического движения Объединённый национальный фронт освобождения Лаоса в 1981. Повстанческая борьба Neo Hom велась под его политическим руководством (хотя оперативное командование он непосредственно не осуществлял). Ванг Пао установил связи с влиятельными американскими политиками, выступал перед конгрессменами, заявлял о своей «близости к Рейгану». Называл Джорджа Буша-старшего «мой бывший босс» (имелись в виду прежние связи по линии ЦРУ). Настаивал на жёстком курсе в отношении лаосского режима НРПЛ. Эта деятельность дала определённые результаты — антикоммунистические организации хмонгов были созданы в различных странах (США, Франция, Австралия) и пользовались общественными симпатиями. На рубеже 1980—1990-х общественная кампания, возглавленная Ванг Пао, предотвратила депортацию нескольких тысяч хмонгов из Таиланда в Лаос.
В деятельности Ванг Пао имели место и сомнительные — с точки зрения его же сторонников — моменты. Среди лаосских эмигрантов Ванг Пао организовал систему постоянного сбора средств на нужды оппозиции. За отдельные выплаты он выдавал особые «сертификаты» — на право возвращения в будущий освобождённый Лаос, на занятие должностей в будущей лаосской администрации. Эта деятельность постепенно стала вызывать возмущение. Авторитетные представители хмонгской общины требовали отчёта о расходовании средств, доказательств их использования на борьбу с коммунизмом в Лаосе. Выяснилось также, что Ванг Пао сильно преувеличивал масштабы боевых операций в Лаосе и потери правительственной стороны.
На этом фоне в хмонгском движении усилилось соперничество за лидерство. Главным конкурентом Ванг Пао являлся Па Као Хэ. 2 июня 1985 именно Па Као Хэ представлял лаосских (и в целом индокитайских) антикоммунистических партизан на международной конференции повстанческих движений Джамбори. Он был принят руководителем американского Совета за мировую свободу, видным деятелем ВАКЛ генералом Джоном Синглаубом. В октябре 1985 Па Као Хэ объявил о создании Этнической организации освобождения Лаоса (ELOL). Через несколько лет Па Као Хэ провозгласил себя королём хмонгов. Боевики ELOL выступили ударной силой попытки решающего контрнаступления лаосских повстанцев на рубеже 1989—1990, которое, однако, потерпело поражение.

### Политический зигзаг
На рубеже 2003—2004 Ванг Пао резко изменил свою многолетнюю позицию. Он призвал администрацию Джорджа Буша-младшего нормализовать американо-лаосские отношения, отказаться от экономических санкций в отношении ЛНДР, развивать политические и торговые связи с Вьентьяном. Радикальные деятели хмонгской общины, особенно командиры повстанческих отрядов, выступили с резкой критикой Ванг Пао — они считали, что марксистский режим Лаоса, нарушающий права человека и осуществляющий этнические преследования, не может рассматриваться как партнёр.
Возникли предположения о том, что американо-лаосская нормализация соответствует коммерческим интересам Ванг Пао. Критики вспомнили, что несколькими годами ранее в Лаосе исчез с крупной суммой денег племянник генерала Майкл Ванг. Первоначально это событие считалось либо следствием политической борьбы, либо случайностью. Но на фоне нового курса Ванг Пао возникли подозрения о связях семейства с коррумпированными представителями лаосских властей.
В этом же контексте стало рассматриваться нераскрытое убийство Па Као Хэ, совершённое в октябре 2002. Появились свидетельства о заинтересованности и прямой причастности Ванг Пао к устранению авторитетного соперника, выступавшего за вооружённую борьбу до победы.

### Обвинение в заговоре
Однако в июне 2007 американский суд выдал ордера на арест десяти деятелей хмонгской общины, включая Ванг Пао. Они обвинялись в заговоре с целью свержения коммунистического правительства Лаоса. Ванг Пао был взят под стражу группой федеральных агентов.
По версии следствия, члены группы приобретали оружие (АК, «Стингеры», гранаты и т. д.) для отправки хмонгским партизанам в Лаос. Обвиняемым грозило пожизненное заключение. Однако адвокаты и общественные защитники сумели доказать невиновность. В качестве мотиваций приводились нарушения прав человека в Лаосе и длительное сотрудничество хмонгских деятелей с США. Уже в июле 2007 Ванг Пао вышел из тюрьмы, в 2009 обвинения были сняты.

Утверждают, будто лаосский президент однажды сказал, что ни один военный или полицейский хмонгского происхождения, даже служивший сорок лет коммунистическому Патет Лао, не должен подниматься выше майора — потому что никому из них нельзя доверять, пока жив Ванг Пао.

## Семейная жизнь
За свою жизнь Ванг Пао имел пять жён и не менее двадцати пяти детей. Это было связано с символическими обрядами женитьбы хмонгского лидера на женщинах из деревень, поддерживавших «Секретную армию».
Последняя жена генерала Мэй Сонг Ванг после его смерти более двух лет возглавляла хмонгскую общину США. Скончалась в 2013. Видную роль в общине играет их сын Чонг Ванг.

## Кончина и память
Ванг Пао скончался в 2011 от пневмонии в возрасте 81 года.
Определённые сложности возникли вокруг похорон Ванг Пао. Сторонники генерала настаивали, что его следует похоронить — как военного союзника США — на Арлингтонском кладбище. Однако это предложение было отклонено из-за серьёзных подозрений в причастности к военным преступлениям и торговле наркотиками. По тем же основаниям ранее вызвало споры предложение назвать именем Ванг Пао школу в Мадисоне.
Ванг Пао похоронен на кладбище Форест-Лаун в Глендейле. На траурной церемонии выступали представители хмонгской общины, Пентагона, американских ветеранских организаций.
Ванг Пао рассматривается как фигура глобального антикоммунистического противостояния, в ряду с такими деятелями, как Жонас Савимби, Ахмад Шах Масуд, Орландо Бош, Андре Матсангаисса, Исраэль Галеано.